# Élisabeth Cazenave
Pour les articles homonymes, voir Cazenave.
Élizabeth Cazenave est une historienne française née à Alger. Elle est docteur en histoire de l'art en 1998, à la Sorbonne. 
Elle est fondatrice, en 1992, et présidente de l'Association Abd el Tif.
Petite-fille du premier galeriste d'Alger au début du XXe siècle, diplômée de l'École du Louvre, de l'Art Student School de New York, elle est expert auprès de la Chambre européenne des experts conseils en œuvres d'art.

## Publications
- Marius de Buzon 1879-1958, Association Abd El Tif, 1996  (ISBN 2-908318-15-6)
- La Villa Ad El Tif, un demi-siècle de vie artistique en Algérie 1907-1962 (thèse de doctorat) 1998 et 2002,  (ISBN 2-9509861-1-0)
- Les artistes de l'Algérie, Dictionnaires des peintres, sculpteurs, graveurs 1830-1962, Bernard Giovanangeli-Association Abd el Tif, 2001  (ISBN 2-909034-27-5)
- Maurice Bouviolle, Peintre et écrivain du Mzab 1893-1971, Association Abd el Tif, 2003
- L'Afrique du Nord révélée par les musées de Province, Bernard Giovanangeli Éditeur-Association Abd el Tif, 2004,  (ISBN 2-909034-60-7)
- Explorations Artistique au Sahara 1850-1975, Éditions Ibis Press, association Abd el Tif, 2005,  (ISBN 2-910728-50-1)
- Paul Elie Dubois peintre du Hoggar, 2006, éditions du Layeur,  (ISBN 2-915118-62-0)
- Charles Brouty, un artiste reporter de l'Algérie Heureuse et du Sahara 1897-1984, Éditions de l'Onde-Association Abd El Tif, 2007,  (ISBN 978-2-916929-03-3)
- Albert Marquet et ses amis, 2008
- Albert Camus et le Monde de l'Art, avril 2009, Association Abd-el-Tif, Éditions Folfer,  (ISBN 978-2-35791-003-4)
- La décoration monumentale en Algérie, 2011, Association Abd-el-Tif
- Le Patrimoine artistique en Algérie, les collections du musée des Beaux-arts d'Alger, de la constitution à la restitution 1857-1970.

- Revue L'Algérianiste, mars 1994, septembre et décembre 1995, décembre 1997, juin 1997, mars 1999, septembre 1999, décembre 1999, décembre 2001.
- Revue des amis du musée de l'Armée, décembre 1996 « UN monument commémoratif du Cebrebaire de l'Algérie à Boufarik 1930 »
- Mémoire vive, revue du CDHA (centre historique de l'Algérie).
- L’Écho de l'Oranie